# SMS Kaiserin und Königin Maria Theresia
Az SMS Kaiserin und Königin Maria Theresia (magyarul: Őfelsége Mária Terézia császárné és királyné nevű hadihajója, az Osztrák–Magyar Monarchia haditengerészetének egyik páncélos cirkálója, valamint osztályának egyetlen tagja volt. Az első világháborúban elavultsága miatt jelentős szerepet nem játszott.

## Építése
A hajót eredetileg a VI. Károly-osztály harmadik tagjának szánták, a neve is az építés alatt Baunummer „C”, vagyis „C” építési nevű egység volt. Már az építés kezdetén is elavultnak számított, pontosan ezért rövid időn belül a hajóosztály feljavítani kívánták, a tervek jelentős megváltoztatásával. A vízkiszorítást 1000 bruttóregisztertonnával megnövelték, oldalsó páncélzatot és erősebb hajtóműveket és közepes tüzérséget kapott. Habár a kezdetekkor még úgy látszott, hogy a cirkálót Angliában fogják építtetni – 5 angol cég is versenyzett a közbeszerzési eljáráson – mégis végül egy hazai cég, a trieszti Stabilimento Tecnico Triestino kapta meg a megbízást. A hajógerinc lefektetésére 1891. július 1-jén került sor, míg a vízre bocsátás 1893. április 29-én történt meg. A szolgálatba állítás kissé elhúzódva 1895. március 24-re datálható.

## Bevetései
- 1895-ben egy k.u.k. haditengerészeti kötelékkel részt vett a Kieli-csatorna megnyitásán
- 1896-ban Levantei hajóút
- 1897-ben részt vett a Kréta előtt rendezett nemzetközi flottafelvonuláson
- 1898-ban nyári kiküldetésben vett részt a nyugat-indiai partoknál a Spanyol-amerikai háború alkalmából
- 1900–1902 között kelet-ázsiai szolgálaton a bokszerlázadás miatt

A hajó a fegyverkezési verseny erősödésével átépítésre került, 1910 után nem elhanyagolható szerepet játszott a Monarchia külföldi tengeri útjain. 1911 és 1913 között állomáshajóként állomásozott Levante útjain, és az első világháború kezdetekor már nem számított harcképesnek. 1914 és 1917 között kikötői őrhajó volt Sebenicóban. 1917. február 7-én áthajózott Pólába, ahol szolgálaton kívül helyezték. A továbbiakban a német földközi-tengeri tengeralattjáró-flotta lakóhajója a háború végéig. A lövegeit kiszerelték és a szárazföldre szállították.
- 1918 októberében mint leszerelt hajótest állt Pólában

## Sorsa a háború után
1920 január végén az antant tengerészeti döntőbizottság Párizsban Nagy-Britanniának ítélte. Az Egyesült Királyság tengerészete eladta azt az olasz Vaccaro & Co. Acélműnek, akik Portoferraióba, Elba szigetére vontatták, majd ott szétbontották.

## Fordítás
- Ez a szócikk részben vagy egészben az SMS Kaiserin und Königin Maria Theresia című német Wikipédia-szócikk ezen változatának fordításán alapul.  Az eredeti cikk szerkesztőit annak laptörténete sorolja fel. Ez a jelzés csupán a megfogalmazás eredetét és a szerzői jogokat jelzi, nem szolgál a cikkben szereplő információk forrásmegjelöléseként.